# Senecio alpinus
Senecio alpinus (synoniem: Senecio cordatus Koch) is een meerjarige kruidachtige plant in het geslacht kruiskruid. Ze is vernoemd naar haar verspreidingsgebied, de Alpen. In het Nederlands wordt ze soms alpenkruiskruid genoemd.
De plant wordt 30-100 cm hoog.
De ovaal tot hartvormige bladeren zijn driehoekig van vorm, en ongeveer anderhalfmaal zo lang als breed. Ze zijn tweevoudig gezaagd of getand, maar niet ingesneden of gelobd. Door deze vorm onderscheidt de soort zich gemakkelijk van andere soorten in het geslacht. De bladeren zijn gesteeld, maar de bladstelen zijn niet gevleugeld, zoals bij senecio subalpinus. Aan de onderzijde zijn de bladeren meestal grijsgroen behaard, al kunnen ze ook bijna kaal zijn.
De goudgele bloemhoofdjes hebben dertien tot zestien lintbloemen en hebben een doorsnee van 3-4 cm. De bloemhoofdjes staan in schermvormige trossen met ongelijke stelen. De bloeiperiode loopt van juli tot september.
De plant komt naast de Alpen voor in de Apennijnen.

## Verspreiding
De soort komt voor komt in de alpen voor tot hoogten van 2000 meter. Ook in de Voor-Alpen kan men haar af en toe aantreffen. Ze heeft een voorkeur voor stikstofrijke en kalkhoudende bodems.
Ze komt voor op alpenweiden, in elzenbossen en in een combinatie die in het Duits "Hochstaudenflur" genoemd wordt, vlakten op vochtige voedselrijke bodem met een grondwaterspiegel van ongeveer 80 cm diep, die met meerjarige kruidachtige planten begroeid is.

## Overig
Op plaatsen met intensieve beweiding kan het Alpenkruiskruid tot een lastig en snel groeiend "onkruid" worden. Voor het vee is het giftig doordat de alkaloïden die het bevat leverschade veroorzaken.
In gedroogde vorm zou het voor geiten, die het gif goed kunnen verdragen, nog bruikbaar voedsel leveren.
Bergboeren gebruikten een aftreksel van het kruid voor het schoonmaken van wonden.